# Sorlaat Partiiat
Sorlaat Partiiat (Rødder) var et politisk parti på Grønland. Det blev stiftet i marts 2008, og beskrev sig selv som et internationalt orienteret liberal-socialistisk parti placeret i det politiske centrum. Sorlaat Partiiat ønskede blandt andet stærkere tiltag for at styrke den sociale tryghed, øge gennemskueligheden i forvaltningen og nedskæring i den offentlige sektor, Green Card-ordning for arbejderindvandring til Grønland, progressiv beskatning samt betydelig mindre statsligt ejerskab.
Partiets stifter og formand Nikoline Ziemer, var partiets kandidat til Landstinget ved landstingsvalget 2009, hvor Sorlaat Partiiat fik 383 stemmer (1,3%) og dermed ingen Repræsentation.
Nikoline Ziemer nedlagde partiet på en generalforsamling 6. august 2010 og skiftede til Inuit Ataqatigiit.